# Yahima Ramirezová
Yahima Menéndez-Ramírez, (* 10. října 1979 Alto Songo, Kuba) je bývalá reprezentantka Kuby a od roku 2007 reprezentantka Portugalska v judu.

## Sportovní kariéra
Judo trénovala v Havaně pod vedením Ronalda Veitíi, ale v seniorském věku se nedokázala prosadit na úkor Yurisel Labordeové.
Koncem roku 2005 se rozhodla k emigraci z Kuby a na jaře 2007 obdržela Portugalské občanství. Žije ve městě Rio Maior, kde se připravuje pod vedením Ruie Picoty.
V roce 2012 se účastnila olympijských her v Londýně, ale vypadla v prvním kole.

## Výsledky
| Turnaj                  | Kuba           | Kuba           | Kuba           | Kuba           | Kuba           | Kuba           | Kuba           | Kuba           | Kuba           | Kuba           | Kuba           | Portugalsko    | Portugalsko    | Portugalsko    | Portugalsko    | Portugalsko    | Portugalsko    | Portugalsko    | Portugalsko    |  |
| Turnaj                  | 1996           | 1997           | 1998           | 1999           | 2000           | 2001           | 2002           | 2003           | 2004           | 2005           | 2006           | 2007           | 2008           | 2009           | 2010           | 2011           | 2012           | 2013           | 2014           |  |
| Turnaj                  | 17             | 18             | 19             | 20             | 21             | 22             | 23             | 24             | 25             | 26             | 27             | 28             | 29             | 30             | 31             | 32             | 33             | 34             | 35             |  |
| Turnaj                  | Menéndez       | Menéndez       | Menéndez       | Menéndez       | Menéndez       | Menéndez       | Menéndez       | Menéndez       | Menéndez       | Menéndez       | Menéndez       | Ramirez        | Ramirez        | Ramirez        | Ramirez        | Ramirez        | Ramirez        | Ramirez        | Ramirez        |  |
| Turnaj                  | polotěžká váha | polotěžká váha | polotěžká váha | polotěžká váha | polotěžká váha | polotěžká váha | polotěžká váha | polotěžká váha | polotěžká váha | polotěžká váha | polotěžká váha | polotěžká váha | polotěžká váha | polotěžká váha | polotěžká váha | polotěžká váha | polotěžká váha | polotěžká váha | polotěžká váha |  |
| ----------------------- | -------------- | -------------- | -------------- | -------------- | -------------- | -------------- | -------------- | -------------- | -------------- | -------------- | -------------- | -------------- | -------------- | -------------- | -------------- | -------------- | -------------- | -------------- | -------------- |  |
| Olympijské hry          | —              |                |                |                | —              |                |                |                | —              |                |                |                | —              |                |                |                | úč.            |                |                |  |
| Mistrovství světa       |                | —              |                | —              |                | —              |                | —              |                | —              |                | úč.            |                | úč.            | úč.            | úč.            |                | —              | 5.             |  |
| Panamerické mistrovství | —              | —              | —              | —              | —              | —              | —              | —              | —              | —              | —              | x              | x              | x              | x              | x              | x              | x              | x              |  |
| Mistrovství Evropy      | x              | x              | x              | x              | x              | x              | x              | x              | x              | x              | x              | —              | 3.             | 7.             | úč.            | úč.            | —              | 7.             | úč.            |  |
| MS juniorů              | 5.             |                | 7.             |                |                |                |                |                |                |                |                |                |                |                |                |                |                |                |                |  |